# Nižná Kamenica
Nižná Kamenica (in ungherese Alsókemence) è un comune della Slovacchia facente parte del distretto di Košice-okolie, nella regione di Košice.